# Portada/efemèride octubre 24
Dorothea Veit
« 23 d'octubre · 24 d'octubre · 25 d'octubre »